# Bernd Olbricht
Bernd Olbricht (* 17. Oktober 1956 in Gnoien) ist ein ehemaliger deutscher Kanute.
Bernd Olbricht startete für den SC Neubrandenburg, wo er von Helmut Hörentrup und Horst Kautzke trainiert wurde. Seit 1976 bildete der damals 19-jährige Olbricht mit dem acht Jahre älteren, erfahrenen Joachim Mattern ein Doppel im Zweier-Kajak, das vor den Olympischen Sommerspielen 1976 schon die Weltelite geschlagen hatte. Bei den Spielen in Montreal gewann das Gespann die Goldmedaille über 1000 m und die Silbermedaille über die halbe Distanz. Für diese Erfolge wurde er mit dem Vaterländischen Verdienstorden in Silber ausgezeichnet. Ein Jahr später gewannen sie den Titel über 500 m bei der Weltmeisterschaft in Tampere. Seit 1978 fuhr er mit Rüdiger Helm. Das neue Doppel gewann auf Anhieb den WM-Titel über 500 m. Auch im Vierer-Kajak gewann er wie 1979 den WM-Titel. Bei seinen zweiten Olympischen Spielen 1980 in Moskau konnte Olbricht erneut erfolgreich starten. Im Vierer gewann er Gold über 1000 m, im Zweier Bronze über 500 m. Für diese Erfolge wurde er mit dem Vaterländischen Verdienstorden in Silber ausgezeichnet.
Nach seiner aktiven Karriere studierte Olbricht und wurde Pädagoge/Horterzieher. Später arbeitete er in Neubrandenburg als Trainer für den DOSB. Nach der Wiedervereinigung hat er sich mit einem kleinen Taxiunternehmen selbstständig gemacht.